# Kjell Waltman

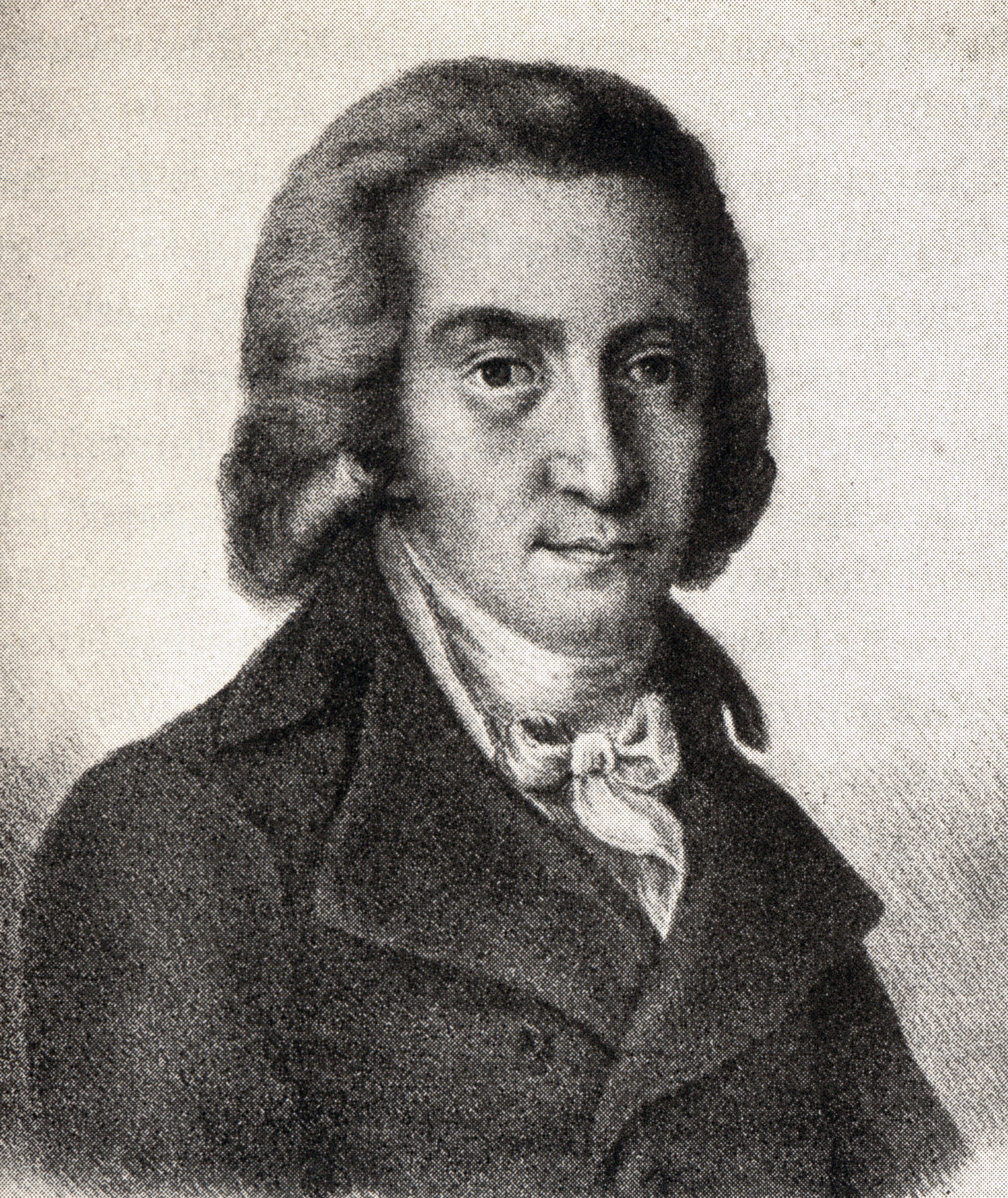
Kjell Waltman.

Kjell Kristian Adolf Waltman, född 1758, död 1799, var en svensk skådespelare. 
Waltman var aktiv vid Comediehuset i Göteborg 1780-85, debuterade därpå i Stockholm på Stenborgs Teater och spelade Figaro i Barberaren i Sevilla mot Christina Rahm 1785 innan han, efter att 1788 ha observerats på scen i Göteborg av Gustav III, anställdes på Dramaten, där han sedan var engagerad 1788-99. 
Waltman var komedispelare och sades kunna få inte bara publiken utan också sina motspelare på scenen att skratta. Han spelade bov, listig förmyndare, snål krögare, betjänt, och beröms som Sir Samuel Smith i Indianerna i England och Jenkinsson i Lantprästen i Wakefield. År 1781 blev han den kanske första svenska manliga skådespelare, vars namn är känt, som utörde en kvinnlig roll, då han spelade mor Bobi. Han spelade Fabrice i Azemia säsongen 1792–1793, Fuchsenberg i Det farliga förtroendet 1794–1795 och Cassander i Den talande tavlan 1798–1799.    
Han berömdes mycket för sin mimikförmåga, som gjorde att han kunde återge sina roller trovärdigt.